# Darapsa flavescens
Darapsa flavescens är en fjärilsart som beskrevs av Adolf G. Closs 1911. Darapsa flavescens ingår i släktet Darapsa och familjen svärmare. Inga underarter finns listade i Catalogue of Life.